# 琅琊台
琅琊台，遗址位于山东省青岛市黄岛区琅琊镇台西头村后琅琊台山上，是中华人民共和国全国重点文物保护单位之一。
1992年6月12日，公布为山东省文物保护单位，2013年5月公布为全国重点文物保护单位，是一座古遗址。